# Hermann Brenner (Mediziner)
Hermann Brenner (* 1957/1958) ist ein deutscher Epidemiologe.
Brenner ist Leiter der Abteilung Klinische Epidemiologie und Alternsforschung am Deutschen Krebsforschungszentrum (DKFZ), gehört zum Direktorium des Netzwerks Alternsforschung (NAR) an der Ruprecht-Karls-Universität Heidelberg und zum Direktorium des Nationalen Centrums für Tumorerkrankungen (NCT), alle in Heidelberg.

## Leben und Wirken
Hermann Brenner studierte in Marburg und Tübingen Medizin und wurde 1985 von der Eberhard Karls Universität Tübingen zum Dr. med. promoviert. Nach kurzer Tätigkeit als Assistenzarzt erwarb er 1987/88 an der University of North Carolina at Chapel Hill einen Master in Epidemiologie. Er arbeitete 1989/90 für das Krebsregister Saarland, von 1990 bis 1993 als Leiter der Forschungs- und Geschäftsstelle Epidemiologie an der Universität Ulm, war 1993/94 Professor für Öffentliche Gesundheit an der Ludwig-Maximilians-Universität München und von 1995 bis 2000 Professor für Epidemiologie an der Universität Ulm, bevor er 2000 auf den Lehrstuhl für Epidemiologie der Ruprecht-Karls-Universität Heidelberg berufen wurde. Seit 2006 leitet er zusätzlich die Abteilung für Klinische Epidemiologie und Alternsforschung am DKFZ.
Brenner hat zahlreiche Studien zur Prävention und Früherkennung von Darmkrebs mit mehreren 10.000 Teilnehmern durchgeführt, mit denen das Potenzial und Verbesserungsmöglichkeiten der Verhütung und Früherkennung von Darmkrebs gezeigt werden konnte. Außerdem hat er maßgeblich zur Forschung zum Thema Krebsüberleben beigetragen. Weitere Arbeiten befassen sich mit der Aufdeckung von Risikofaktoren, Risikomarkern und prognostischen Faktoren anderer, altersbedingter Krankheiten und Einschränkungen wie Herz-Kreislauf-Erkrankungen, Diabetes mellitus, funktionalen Beeinträchtigungen, Multimorbidität und Gebrechlichkeit.
Hermann Brenner war an mehr als 1900 wissenschaftlichen Arbeiten beteiligt. Er gilt als einer der am häufigsten zitierten Krebsforscher weltweit. Laut Datenbank Scopus hat er (Stand November 2023) einen h-Index von 163. (Ein zweites Scopus-Profil mit weniger als 100 Veröffentlichungen und einem h-Index von 13 lässt sich ebenfalls ihm zuordnen.)

## Auszeichnungen (Auswahl)
- 1993: Johann Peter Süßmilch-Medaille der Deutschen Gesellschaft für Medizinische Informatik, Biometrie und Epidemiologie (GMDS)[6]
- 2006, 2010 und 2013: Felix Burda Award der Felix Burda Stiftung[7]
- 2021: Deutscher Preis für Krebspräventionsforschung[8]
- 2022: Deutsche Krebshilfe Preis[2]